# Сан-Мартино-Канавезе
Сан-Мартино-Канавезе (итал. San Martino Canavese) — коммуна в Италии, располагается в регионе Пьемонт, в провинции Турин.
Население составляет 772 человека (2008 г.), плотность населения составляет 86 чел./км². Занимает площадь 9 км². Почтовый индекс — 10010. Телефонный код — 0125.
Покровителем коммуны почитается святитель Мартин Турский, празднование 11 ноября.

## Демография
Динамика населения:

## Администрация коммуны
- Официальный сайт: